# Kishinosato (métro d'Osaka)
Kishinosato (岸里駅, Kishinosato-eki) est une station du métro d'Osaka sur la ligne Yotsubashi dans l'arrondissement de Nishinari à Osaka.

## Situation sur le réseau
La station Kishinosato est située au point kilométrique (PK) 7,7 de la ligne Yotsubashi, entre les stations Hanazonocho et Tamade.

## Histoire
La station a été inaugurée le 1er juin 1956.

## Services aux voyageurs

### Accès et accueil
La station est ouverte tous les jours.

### Desserte
- Ligne Yotsubashi :
  - voie 1 : direction Suminoekoen
  - voie 2 : direction Nishi-Umeda

### Intermodalité
La gare de Tengachaya se trouve à 320 m de la station.

## Environs
- Orchestre philharmonique d'Osaka